# Trigger (film)
Trigger är en norsk-svensk-dansk familjefilm från 2006 regisserad av Gunnar Vikene efter ett manus av Monica Boracco Borring.

## Handling
Huvudpersonen Alise är en 11 år gammal tjej. Hon säger att hon är hästtjej och har ridit länge, men har ljugit om allt. Alics är egentligen livrädd för dem. En dag, när hon och väninnan Rebekka är på väg hem från skolan, kommer en vild och galopperande häst rakt mot dem. Rebekka ser fram emot att Alise, som kan så mycket om hästar, ska göra något. Det slutar med att de stänger in hästen på basketplanen. Alise måste ta hjälp av sin morfar, som tidigare ägt en häst, och som är den som verkligen kan något om hästar. Han och Alise tar hästen (Trigger) med sig till ett stall i närheten.

## Rollista
- Ann-Kristin Sømme — Alise
- Sven Wollter — Lasse, Alises morfar
- Anneke von der Lippe — Ton, Alises mamma
- Thor Michael Aamodt — herr Hiort
- Reidar Sørensen — Viktor
- Eli Anne Linnestad — Wenche
- Robert Skjærstad — Tommy
- Elias Holmen Sørensen — Paul
- Adele Karoline Dahl — Rebekka
- Eivind Sander
- Fredrik Melby
- Tobias Roald
- Jonas Joranger Larsen
- Julia Boracco Braathen
- Maria Elisabeth Hansen

## Produktion
Filmen spelades in i Oslo mellan 5 september – 21 oktober 2005.